# Пентаграм
Пентаграм je петокрака звијезда која се састоји од пет равних линија, често коришћен у магији, али и као симбол неопаганских покрета, попут Вике и код масона.

## Магијска значења
Пентаграм се често користи у магијским обредима, гдје пентаграм симболише четири физичка елемента: земљу, ваздух, ватру и воду, са додатком спиритуалног духа. Најчешће се уцртавају унутар магијског круга и присутни су као декорација на маговој одјећи. Управни пентаграм, са једним краком нагоре симболише природу, односно микрокосмос. Изврнута варијанта, са два крака нагоре претставља Сатану и користи се у црној магији и сатанистичким обредима. У зависности од начина цртања и почетног потеза, магијски обреди говоре о призивним или тјерајућим пентаграмима 